# 佐久うさこ
佐久うさこ（さくうさこ）は、日本の漫画家・イラストレーター・webデザイナー。女性。

## 経歴
第11回電撃大王新人賞にて入選。翌月発売の同誌にて「ちさちゃんとおともだち」が掲載される。
その後、短期連載作品となりちさちゃんとおともだち１～６話が掲載。
その他に同誌にてえんげいぶ！：１～３話掲載。４コマ公式アンソロジー「とある科学の超電磁砲×とある魔術の禁書目録」にも執筆している。
現在、マンガごっちゃ！にて喫茶部！を連載中。

## 人物
twitter、pixiv中心に活動しており、ほんわかした作風で知られる。

## 作品リスト
- ちさちゃんとおともだち
- えんげいぶ！
- とある科学の超電磁砲×とある魔術の禁書目録
- 喫茶部！